# Indometacin
Indometacín je učinkovina za zdravljenje revmatizma (antirevmatik), povišane telesne temperature (antipiretik) in bolečine (analgetik) iz skupine indolovih derivatov.

## Zgodovina
Indometacin so odkrili leta 1963. Bil je prva nesteroidna učinkovina, pri kateri so dokazali protivnetno delovanje pri revmatodnem artritisu. V ZDA je zdravilo prejelo dovoljenje za promet leta 1965. Njegov mehanizem delovanja, hkrati z mehanizmom delovanja drugih nesteroidnih protivnetnih učinkovin, ki zavirajo ciklooksigenazo, so opisali leta 1971.

## Mehanizem delovanja
Kot pri vseh nesteroidnih protivnetnih učinkovinah je glavni mehanizem delovanja zaviranje encima ciklooksigenaze, ki sodeluje pri sintezi prostanoidov iz arahidonske kisline, ki imajo vlogo vnetnih mediatorjev. Indometacin ni selektiven za izoobliko encima ciklooksigenaza 2. Zavira vse tri izoblike ciklooksigenaze (COX-1, COX-2 in COX-3).

## Indikacije
Indometacin se uporablja za lajšanje blagih do zmernih bolečin, otrdelosti, zatekanja sklepov in okorelosti, ki jih povzročajo osteoartritis, revmatoidni artritis in ankilozirajoči artritis. Uporablja se tudi za blaženje bolečin ramenskega sklepa zaradi burzitisa (vnetje sluznika v ramenskem sklepu) ali tendinitisa (vnetje kit ali kitnih ovojnic). Indometacin v kapsulah s takojšnjim sproščanjem, suspenziji ali svečkah se uporablja tudi pri zdravljenju akutnega artritisa pri putiki.

## Neželeni učinki
Najpogostejši neželeni učinki so: siljenje na bruhanje, bruhanje, driska, nelagodje v trebuhu, zgaga, izpuščaj, glavobol, omotica in zaspanost. Povzroči ali poslabša lahko trebušne ali črevesne krvavitve in razjede.  Kot druga nesteroidna protivnetna zdravila lahko zavira strjevanje krvi in s tem poveča tveganje za krvavitve, ter zmanjša dotok krvi v ledvice in s tem okvari ledvično delovanje. Poročali so tudi o zastajanju tekočine v telesu, krvnih strdkih, srčnih napadih, povišanem krvnem tlaku in srčni odpovedi.